# Basilica di San Michele Arcangelo (Absam)
La basilica di San Michele Arcangelo (in tedesco Basilika Sankt Michael in Absam o Marienbasilika Absam) si trova ad Absam, comune austriaco nel distretto di Innsbruck-Land, in Tirolo.

## Storia e descrizione

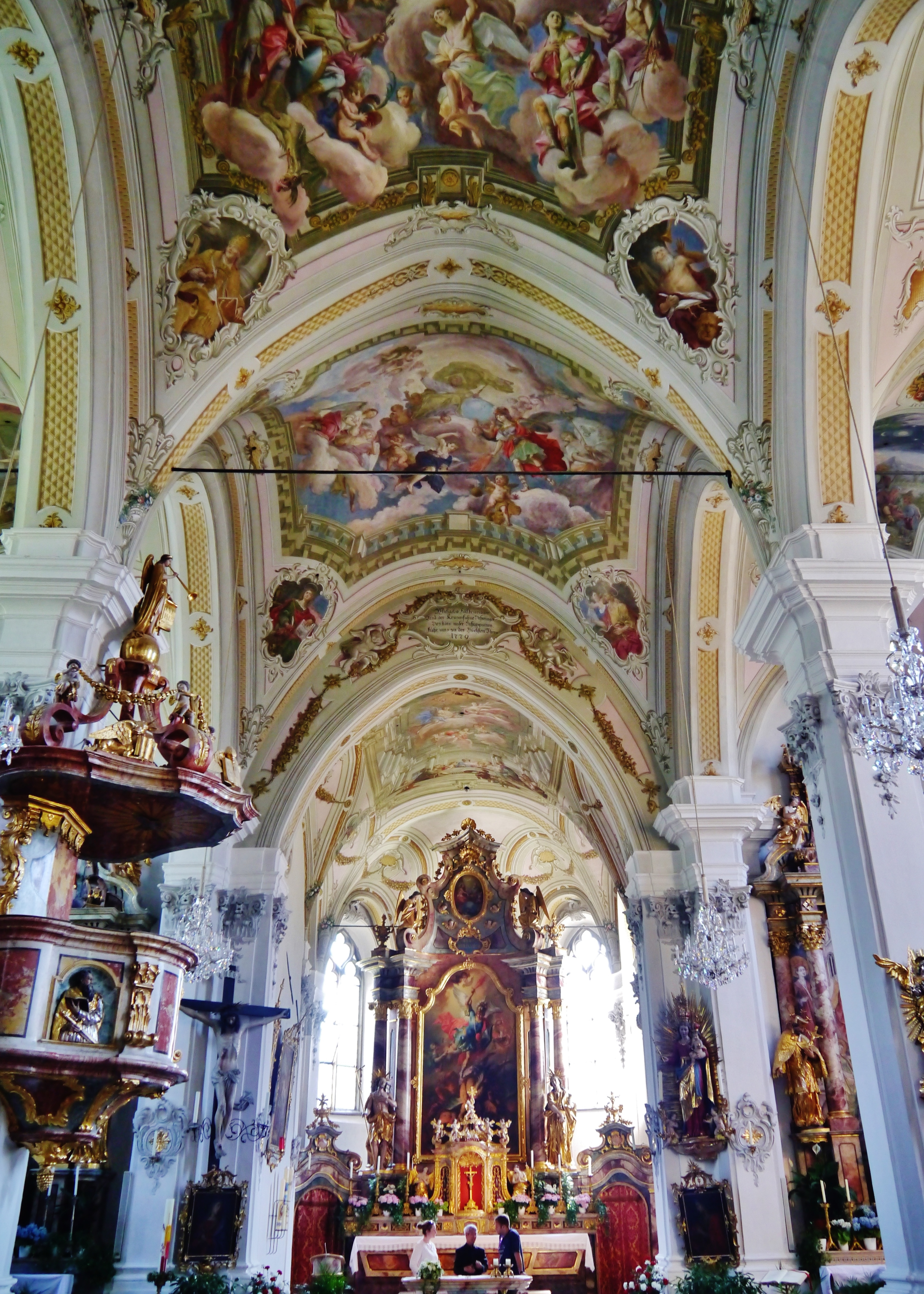
Veduta dell'interno barocco.

La prima citazione documentata della chiesa di San Michele Arcangelo, come chiesa parrocchiale di Absam, risale al 21 settembre 1331 in un decreto del vescovo di Bressanone Heinrich von Taufers. Nel 1413, con l'invasione dei Bavari, la chiesa fu distrutta; nel 1420 ebbe inizio, sotto la guida di Hans Sewer da Hall in Tirol, la ricostruzione, in stile tardo gotico a tre navate con massicce colonne, che fu completata nel 1440.
Due importanti opere d'arte risalgono a questo periodo: una pala d'altare del 1470, scoperta durante il restauro del 1930, in stile tardo-gotico e raffigurante la Madonna con quattro donne, e un crocifisso, detto "di Fiegersche", del 1492. Durante il terremoto del 1670 che colpì la valle dell'Inn, la torre campanaria fu danneggiata; fu ricostruita nel 1677 sostituendo il tetto a piramide con uno a cupola. Solo nel 1871 il tetto della chiesa fu ricoperto con lastre di rame. Nel 1776 la chiesa ebbe un curato e nel 1779 fu ristrutturata internamente in stile rococò con affreschi di Josef Anton Zoller.

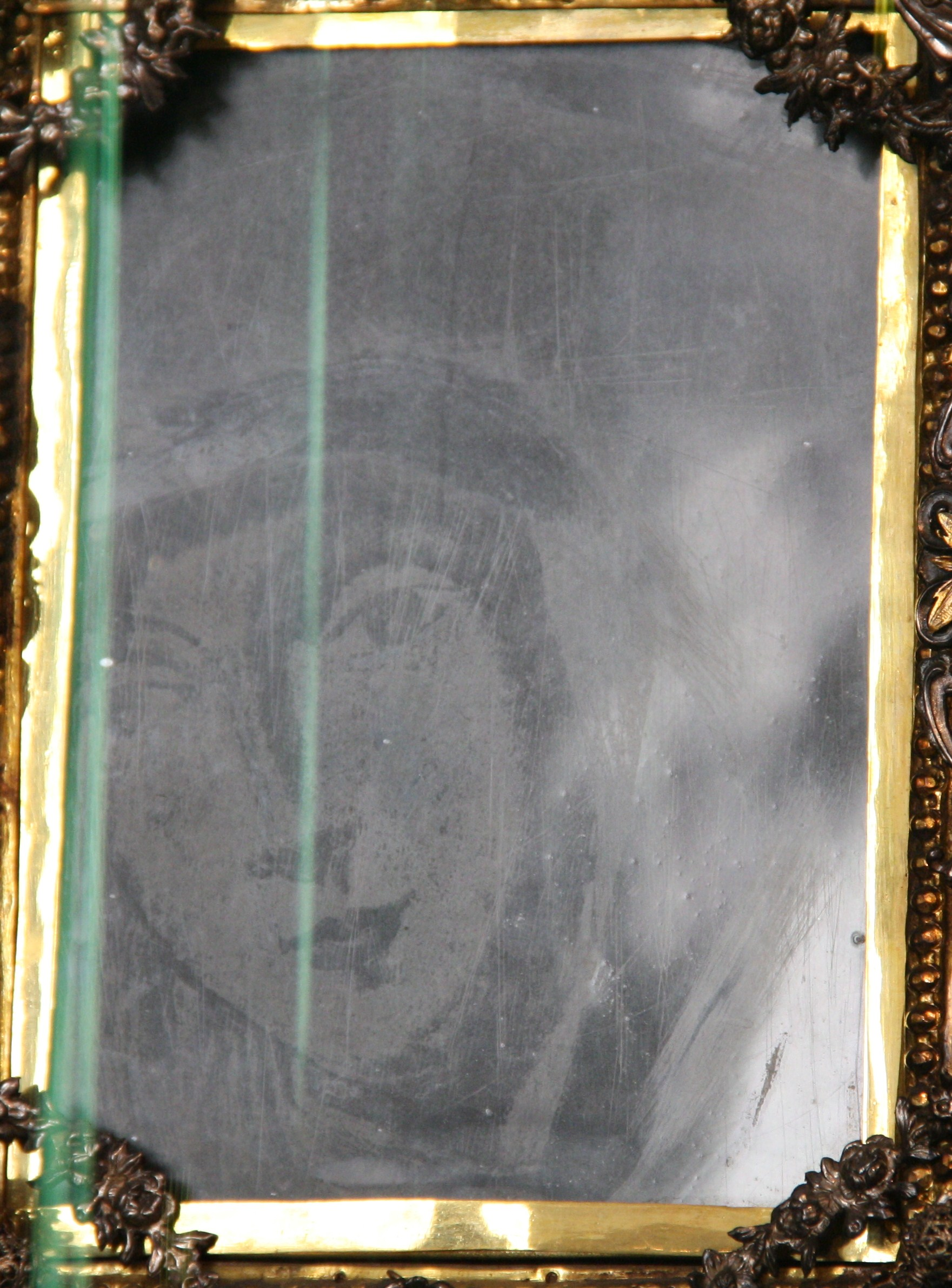
L’immagine impressa sul vetro il 17 gennaio 1797.

Il 24 giugno 1797 fu trasferita nella chiesa l'immagine della Vergine Maria, che si sarebbe impressa sul vetro di una finestra di casa della contadina Rosina Bucher il 17 gennaio 1797; la chiesa venne quindi chiamata Santuario Maria Absam.
Il 24 giugno 2000, giorno di San Giovanni Battista (secondo patrono del paese), la chiesa fu proclamata basilica minore, diventando il primo santuario del Tirolo ad ottenere questo titolo senza essere un monastero.